# Tupolew Tu-110
Die Tupolew Tu-110 (russisch Туполев Ту-110, NATO-Codename: Cooker) war ein sowjetisches Verkehrsflugzeug und eine Weiterentwicklung der Tupolew Tu-104 mit vier AL-7P-Triebwerken und einer Reichweite von 3.300 km.

## Entwicklung
Ziel war es, aus der Tu-104A ein ökonomischeres Flugzeug mit größerer Reichweite zu entwickeln. Zudem sollten die Exportchancen verbessert werden, da man sich von einem Flugzeug mit vier Triebwerken eine höhere Zuverlässigkeit versprach. Der Rumpf wurde um 1,21 m verlängert, der Passagierraumboden um 140 mm angehoben und der Frachtraumboden um 210 mm abgesenkt, was eine Vergrößerung des Letzteren um 28 m³ zur Folge hatte. Da pro Flügel zwei Triebwerke nebeneinander eingebaut wurden, vergrößerte sich die Spannweite um insgesamt 2,40 m. Weitere Änderungen waren vergrößerte Landeklappen und der Einbau von Bremsklappen unter den Triebwerken. Der Erstflug erfolgte am 11. März 1957 durch D. Sjusin. Noch während des Baus des Prototyps wurde beschlossen, die Maschine in den Linienverkehr zu übernehmen und für den Export anzubieten. Die Serienproduktion wurde noch 1957 im Flugzeugwerk Kasan begonnen, die Serienmaschinen erhielten die Bezeichnung Tu-110A. Bereits nach drei Maschinen wurde die Produktion aber eingestellt, da die erhofften Verbesserungen im Vergleich zur Tu-104 nur geringfügig waren, auch arbeiteten die Triebwerke nicht fehlerfrei. Die Verbesserungen am Rumpf übernahm man jedoch für die Tu-104B.
Der Prototyp wurde gegen Ende der 1950er Jahre auf vier Triebwerke Solowjow D-20P umgerüstet und als fliegendes Laboratorium verwendet. Die drei Serienmaschinen wurden ebenfalls mit D-20P-Triebwerken ausgerüstet und als Tu-110B bezeichnet. Sie wurden im Testprogramm für den Bau der Tu-124 eingesetzt. Anschließend dienten sie zur Erprobung verschiedener elektronischer Ausrüstungen.
Ein Entwurf der Tu-110 analog zur Tu-107 als militärischer Frachter mit absenkbaren Laderampe und Zwillingskanone im Heck unter der Bezeichnung Tu-117 wurde nicht verwirklicht.
Zeitgleich mit der Konstruktion der Tu-124A, der späteren Tupolew Tu-134, gab es Überlegungen, auch aus der Tu-110 eine Version mit Hecktriebwerken (vier D-20P) zu entwickeln. Dieses Projekt erhielt die Bezeichnung Tu-110D, wurde aber nicht weiterverfolgt.

## Technische Daten
| Kenngröße            | Daten                                                  |
| -------------------- | ------------------------------------------------------ |
| Passagiere           | 50–100                                                 |
| Spannweite           | 36,94 m                                                |
| Länge                | 40,06 m                                                |
| Nutzlast             | 17.000 kg                                              |
| Startmasse           | 78.500 kg                                              |
| Antrieb              | vier Ljulka AL–7P, je 6.000 kp                         |
| Reisegeschwindigkeit | 800 km/h in 11.000 m Höhe                              |
| Reichweite           | normal 3.300 km maximal 4.100 km mit 9.000 kg Nutzlast |